# Paea Wolfgramm
Paea Wolfgramm (ʻUtungake, 1 de diciembre de 1969) es un deportista tongano que compitió en boxeo. Participó en los Juegos Olímpicos de Atlanta 1996, obteniendo una medalla de plata en el peso superpesado.
En diciembre de 1996 disputó su primera pelea como profesional. En su carrera profesional tuvo en total 24 combates, con un registro de 20 victorias y 4 derrotas.

## Palmarés internacional
| Juegos Olímpicos | Juegos Olímpicos         | Juegos Olímpicos | Juegos Olímpicos |
| Año              | Lugar                    | Medalla          | Categoría        |
| ---------------- | ------------------------ | ---------------- | ---------------- |
| 1996             | Atlanta (Estados Unidos) | Medalla de plata | +91 kg           |